# Алберт Бандура
Алберт Бандура (на английски: Albert Bandura) e канадски психолог, известен най-вече със своята теория за социалното научаване. Той е защитник на тази теория, която обяснява психичното функциониране в термините на триадичното реципрочно взаимодействие между поведение, когнитивни и други вътрешни детерминанти, и фактори на средата. Бандура придава основна роля на моделирането в придобиването и регулацията на мисълта, афекта и действието.

## Биография
Роден е на 4 декември 1925 година в Мундаре, Северна Албърта, Канада. След завършване на гимназия, работи едно лято като запълва дупки по магистрала „Аляска“ в Юкон. През 1949 г. получава бакалавърска степен по психология от Университета на Британска Колумбия. След това отива в Университета на Айова, където през 1952 получава докторска степен. Там той попада под влиянието на бихейвиористичната традиция и на теорията за ученето. Докато е в Айова среща Вирджиния Варнс, учителка в забавачка, за която се жени и по-късно им се раждат две дъщери. След като завършва образованието си, Бандура поема след-докторски пост в „Центъра за насока Уичита“ в Уичита, Канзас. През 1953 започва да преподава в Стандфордския университет, където работи съвместно с първия си студент Ричард Уолтърс. Двамата пишат книгата „Юношеската агресия“ публикувана през 1959 г.
Бандура е президент на Американската психологическа асоциация (АПА) през 1973, а през 1980 е награден за водещи научни достижения и за „новаторски експерименти в различни направления, включая нравственото развитие, научаване чрез наблюдение, овладяване на страха, самоконтрол и други“.
Бандура работи в Станфордския университет до смърта си през месец юли 2021 година.

## Научна дейност
Бандура публикува множество книги и научни статии за изучаване на личността. Той има огромни заслуги за развитието на психологията. Известен е със своята работа по теорията за социалното научаване (или социалния когнитивизъм), а също и с експеримента си с куклата Бобо, чрез който доказва, че децата копират видяните от тях на телевизионния екран агресивни действия, следвайки не команди, а просто действия.
Теорията му за социалното научаване дава представа за ученето чрез наблюдение по принцип, за това как хората усвояват разнообразни поведения от социалната среда, как усвояват социалните си роли, как се социализират и развиват, а също така и конкретно за социалното учене чрез рекламата. Според него вероятността да се усвои поведението на даден модел се увеличава, ако:
- моделът е авторитетен;
- моделът притежава власт над другите;
- моделът е подобен, сходен на наблюдаващия;
- моделът и реципиентът са в близки емоционални отношения;
- действията на модела са награждавани;

Въпросният експеримент с куклата Бобо е проведен през 1965 г. Бандура изследва малки деца, като им показва филми с поощрение на агресия. Така достига до извода, че гневът, като проявление, общоприето да предхожда агресията, се проявява само тогава, когато в дадения случай ситуационните условия представят образци на гневни реакции.
Трудовете на Бандура изиграват много важна роля в разработването на нови подходи за терапевтично вмешателство. Най-значимо е прилагането на процедурите за моделиране на целите за формиране на нови когнитивни и поведенчески компетентности.